# Spotkanie papieża Leona I z Attylą
Spotkanie papieża Leona I z Attylą (również Spotkanie Leona I z Attylą) – malowidło ścienne namalowane przez Rafaela i jego uczniów ok. 1513 roku lub w 1514. Znajduje się w Stanza di Eliodoro w Pałacu Apostolskim w Watykanie.
Malowidła w Stanza di Eliodoro powstały w latach 1511–1514. Obok Spotkania papieża Leona I z Attylą w ich skład wchodzą również: freski Wypędzenie Heliodora ze świątyni, Msza Bolseńska i Uwolnienie świętego Piotra z okowów, epizody ze Starego Testamentu (na sklepieniu) i kariatydy ukazujące dobrobyt na obszarze Państwa Kościelnego.
Fresk nawiązuje do spotkania papieża Leona I z Hunami dowodzonymi przez Attylę, które miało mieć miejsce w 452 roku nad rzeką Mincio w Mantui. Według legendy Hunom mieli objawić się świeci Piotr i Paweł, którzy trzymając miecze w dłoniach zmusili Hunów do wycofania się. Na podstawie zachowanych szkiców wiadomo, że Rafael pierwotnie planował uwiecznić Leona I w lektyce, który władczym gestem miał wymusić na Hunach porzucenie planów o zdobyciu Rzymu. Leon I miał mieć twarz zleceniodawcy Rafaela, papieża Juliusza II. Malarz zmienił plany po zmianie pontyfikatu. Według nowej koncepcji papież miał dosiadając konia w towarzystwie orszaku zbrojnego, sam Leon I miał mieć twarz nowego papieża Leona X. Dynamiczne starcie zostało zastąpione symboliczną konfrontacją dwóch cywilizacji. Rafael przeniósł akcję z Mantui do bram Rzymu, umieszczając w tle Koloseum i ruiny Forum Romanum. Orszak papieski stoi dumnie, podczas gdy wojska Attyli są porażeni wizją świętych.
W następnych latach motywy zawarte na malowidle były powielane przez innych artystów (np. przez Józefa Mehoffera na obrazie Papież Leon I przed Attylą, wodzem Hunów z 1890 roku).